# Johan Peter Falck
Johan Peter Falck, född 26 november 1732 i Broddetorp, Västergötland, död 31 mars 1774 i Kazan, Ryssland, var en svensk botanist, professor, läkare och upptäcktsresande, samt lärjunge till Carl von Linné.

## Namn
Johan Peter Falck är införd i dopboken för Broddetorp 1732 som Jean Petter. Under sin tid i Ryssland kallade han sig Ivan Petrovitj (Johan Petersson). I sin avhandling 1762 kallade han sig Johannes Petrus Falck.

## Biografi
Johan Peter Falck var son till auditören (fältdomaren) Peter Falck och dennes hustru Beata Winge. Han föddes på auditörsbostället Kockstorp i Broddetorps socken. Efter inledande undervisning vid Ulricehamns skola studerade han från 1744 i Skara skola och gymnasium. När han gick ur gymnasiet 1751 höll han en avskedsoration på vers över Västergötland. Han inskrevs vid Uppsala universitet och Västgöta nation 1751. I Uppsala studerade han under Carl von Linné och var informator åt dennes son. År 1762 försvarade han en övningsavhandling under Linné, 1763 blev han ansvarig för statsrådet Kruses naturaliekabinett i S:t Petersburg, och 1765 blev han professor i medicin och botanik vid Collegium medicum i samma stad. 1768-74 ledde han en vetenskaplig expedition i sydöstra Ryssland och delar av Sibirien. Deprimerad och sjuk tog Falck sitt liv under ett uppehåll i Kazan i nuvarande ryska delrepubliken Tatarstan.
Det finns inget porträtt bevarat av Falck, men han beskrevs av en okänd samtida på följande sätt: "Han var rätt lång till växten, rak, kraftig och stilig och ansiktet var ovalt, manligt och tilltalande. Oftast hade han en glad uppsyn, såg frimodig, ärlig och aristokratisk ut, var fri från inställsamhet, vänlig och älskvärd. Till karaktären var han mycket hederlig, öppen och vänlig." Den okände beskrivaren konstaterade att "fattigdom och svårmod" bröt ned Falcks "fysiska hälsa, andliga spänst och glada lynne".
Carl Peter Thunberg uppkallade 1786 växtsläktet Falckia efter Falck.
Falck var ogift.

## Forskning
Falck upptäckte det sällsynta Fjädergräset (Stipa pennata), som endast växer vilt i Västergötland. Linné publicerade upptäckten 1761.
På Linnés uppdrag reste Falck 1760 på en botanisk resa till Gotland. Många av de naturalier han samlade där förlorade han i ett skeppsbrott vid överresan till Ryssland 1763. Linné och Peter Forsskål arbetade förgäves för att Falck skulle få medfölja den danska expeditionen till Arabiska halvön 1761. Under åren i S:t Petersburg ryckte Falck upp den botaniska trädgården och stod i förbindelse med Linné, vilken han försåg med nyheter, växter och frön.
1768 fick Falck ansvaret för en av de vetenskapliga expeditioner som utsändes av ryska vetenskapsakademien för att utforska det då ännu okända Sibirien. Under drygt fem år genomkorsades sydöstra Ryssland och delar av Sibirien. Falck utforskade flora och fauna, men också ekonomiska och kulturella förhållanden, i dessa områden. Material sändes till S:t Petersburg men också till Linné i Uppsala. Falcks forskningsanteckningar bearbetades och utgavs av Johann Gottlieb Georgi i tre band, Beyträge zur Topographischen Kenntnis des Russischen Reichs (S:t Petersburg 1785-1786).